# Cabo Coral (Florida)
Cabo Coral (en inglés: Cape Coral) es una ciudad ubicada en el condado de Lee en el estado estadounidense de Florida. En el Censo de 2010 tenía una población de 154 305 habitantes y una densidad poblacional de 493,92 personas por km².
La ciudad alberga más de 650 km de canales navegables.

## Geografía
Cabo Coral se encuentra ubicada en las coordenadas 26°38′35″N 81°59′50″O / 26.64306, -81.99722. Según la Oficina del Censo de los Estados Unidos, Cabo Coral tiene una superficie total de 312.41 km², de la cual 273.69 km² corresponden a tierra firme y 38.72 km² (12.39 %) es agua.

## Demografía
Según el censo de 2010, había 154 305 personas residiendo en Cabo Coral. La densidad de población era de 493,92 hab./km². De los 154 305 habitantes, Cabo Coral estaba compuesto por el 88.16 % blancos, el 4.27 % eran afroamericanos, el 0.31 % eran amerindios, el 1.52 % eran asiáticos, el 0.05 % eran isleños del Pacífico, el 3.35 % eran de otras razas y el 2.35 % pertenecían a dos o más razas. Del total de la población el 19.45 % eran hispanos o latinos de cualquier raza.

## Historia
La historia de Cabo de Coral comenzó en 1957, cuando dos hermanos de Baltimore  (Maryland), Leonard y Jack Rosen sobrevolaron el este de la península de Florida buscando un lugar en el que invertir. Como grandes agentes financieros especializados en capital inmobiliario, vieron en Redfish Point -nombre que tenía la región antes de su desarrollo urbano- muchas posibilidades. Compraron 270 km² por 678,000$. En 1958 comenzaron a desarrollar la ciudad como una comunidad planificada.
Fue promovida como un "Waterfront Wonderland" (en español, El país de las maravillas frente al mar).